# Ornithogalum neopatersonia
Ornithogalum neopatersonia är en sparrisväxtart som beskrevs av John Charles Manning och Peter Goldblatt. Ornithogalum neopatersonia ingår i släktet stjärnlökar, och familjen sparrisväxter. Inga underarter finns listade i Catalogue of Life.